# ジョセフ・アルジン
ジョセフ・アルジン（1893年12月18日-1930年9月2日）は、ルクセンブルクの重量挙げ選手として1920年アントワープオリンピックと1924年パリオリンピックに出場した。フランス・パリで生まれ、フランス・マルセイユで死去、享年36。1920年アントワープオリンピックの男子重量挙げヘビー級において銀メダルを獲得し、ルクセンブルク人初のオリンピックメダリストとされている。  

## 議論
アルジンは長らくルクセンブルクに初めてオリンピックのメダルをもたらした人物とされていたが、後に1900年パリオリンピックの男子マラソンで優勝したミシェル・テアトがルクセンブルク出身である事が発覚した。この事実によりテアトがルクセンブルク初のオリンピックメダリストとなるところではあるが、国際オリンピック委員会の見解によればテアトはフランス代表として出場したものであり、フランスが獲得したメダルであるとしている。よってアルジンを『ルクセンブルク出身選手初のオリンピックメダリスト』ではなく『ルクセンブルク人初のオリンピックメダリスト』と表記するのが適切であるとされている。